# Alen Protega
Alen Protega (Sebenico, 5 marzo 1987) è un giocatore di calcio a 5 croato.

## Carriera

### Club
Nella stagione 2012-2013 si trasferisce al Lecco; problemi di tesseramento ne impediscono tuttavia l'utilizzo fino al dicembre successivo, quando l'intervento diretto del presidente della Divisione Calcio a 5 Fabrizio Tonelli presso la federazione croata sblocca la situazione. La stagione seguente ritorna in patria, accasandosi al MNK Spalato.

### Nazionale
Protega ha debuttato nella nazionale croata il 19 febbraio 2008 nell'incontro vinto per 3-1 contro la Slovenia. Due mesi più tardi debutta anche con la selezione Under-21, con la quale ha partecipato all'Europeo 2008.